# Francisco Pérez (labdarúgó)
Francisco Pérez argentin labdarúgócsatár.